# ポンディシェリー包囲戦 (1748年)
ポンディシェリー包囲戦（ポンディシェリーほういせん、英語: Siege of Pondicherry）は1748年8月から10月にかけて行われた、イギリス軍によるポンディシェリーの包囲。フランス領インド総督ジョゼフ・フランソワ・デュプレクス率いるフランス東インド会社の駐留軍に対し、イギリスのエドワード・ボスコーエン提督による包囲戦術は拙劣なものであり、インドのモンスーン期に入ると彼は1748年10月27日に包囲を解いた。
オーストリア継承戦争のインド局地戦である第一次カーナティック戦争において、この包囲は最後の大規模な戦闘となった。